# Allen Lanier
Allen Lanier (25. června 1946 – 14. srpna 2013) byl americký rockový kytarista a klávesista. V roce 1967 spoluzaložil skupinu Blue Öyster Cult, ve které působil do roku 1985 a znovu od roku 1987 do roku 2006, kdy se přestal věnovat hudbě. Se skupinou vystoupil znovu při jednom koncertě v roce 2012. V sedmdesátých letech byla jeho přítelkyní zpěvačka Patti Smith. Během své kariéry spolupracoval také například s Johnem Calem, se kterým v roce 1982 nahrál album Music for a New Society. Roku 1978 hrál na albu Give 'Em Enough Rope anglické kapely The Clash (bez uvedení na obalu). Zemřel na chronickou obstrukční plicní nemoc ve svých sedmašedesáti letech.

## Diskografie
- Blue Oyster Cult (Blue Öyster Cult, 1972)
- Tyranny and Mutation (Blue Öyster Cult, 1973)
- Secret Treaties (Blue Öyster Cult, 1974)
- Horses (Patti Smith, 1975)
- Agents of Fortune (Blue Öyster Cult, 1976)
- Spectres (Blue Öyster Cult, 1977)
- Give 'Em Enough Rope (The Clash, 1978)
- Easter (Patti Smith Group, 1978)
- Mirrors (Blue Öyster Cult, 1979)
- Catholic Boy (Jim Carroll, 1980)
- Cultösaurus Erectus (Blue Öyster Cult, 1980)
- Fire of Unknown Origin (Blue Öyster Cult, 1981)
- Music for a New Society (John Cale, 1982)
- Dry Dreams (Jim Carroll, 1982)
- The Other Girl (Amy Kanter, 1982)
- The Revölution by Night (Blue Öyster Cult, 1983)
- Imaginos (Blue Öyster Cult, 1988)
- Bad Channels (Blue Öyster Cult, 1992)
- Heaven Forbid (Blue Öyster Cult, 1998)
- Curse of the Hidden Mirror (Blue Öyster Cult, 2001)